# Tadeusz Buk

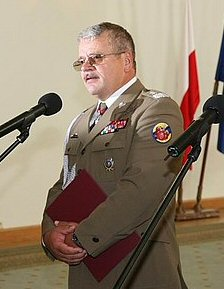
Tadeusz Buk (2009)

Tadeusz Jan Buk (* 15. Dezember 1960 in Mójcza in der heutigen Stadt-Land-Gemeinde Daleszyce in der Woiwodschaft Heiligkreuz; † 10. April 2010 in Smolensk, Russland) war ein polnischer Divisionsgeneral. Seit September 2009 war er Befehlshaber des Polnischen Heeres.

## Leben
1984 beendete Tadeusz Buk die Offiziershochschule der Panzerstreitkräfte (Wyższa Szkoła Oficerska Wojsk Pancernych) in Posen und begann seinen Dienst als Panzerzugführer im 29. Panzerregiment (29 Pułk Czołgów Średnich) in Żagań. In dieser Einheit blieb er sieben Jahre. 1991 begann er das Studium an der Fakultät für Bodentruppen (Wydział Wojsk Lądowych) der Akademie für nationale Verteidigung (Akademia Obrony Narodowej) in Warschau. In den Jahren von 1993 bis 1995 diente er unter anderem im 18. Landungssturmbataillon (18 Batalion Desantowo-Szturmowy) und in der 6. Landungssturmbrigade (6 Brygada Desantowo-Szturmowa). Von 1995 bis 1998 diente Buk in der 25. Brigade der Luftkavallerie (25 Brygada Kawalerii Powietrznej) in Tomaszów Mazowiecki. Nach der Beendigung eines einjährigen Aufbaustudiums zum Stabskommandeur in den USA, wurde er 1999 schließlich zum stellvertretenden Kommandeur dieser Einheit ernannt. Von 2002 bis 2005 war er Kommandeur der 34. Brigade der Panzerkavallerie (34 Brygada Kawalerii Pancernej) in Żagań. Am 15. August 2004 wurde er zum Brigadegeneral befördert. Von 2004 bis 2005 war Buk stellvertretender Kommandeur der multinationalen Division Zentrum-Süd (Multinational Division Central-South) im Irak und danach bis 2006 stellvertretender Direktor des NATO-Hauptquartiers Joint Force Training Centre in Bydgoszcz. Von 2006 bis 2007 diente er als stellvertretender Kommandeur im Combined Security Transition Command - Afghanistan, kurz CSTC-A (auf Deutsch etwa: Übergangskommando Vereinigte Sicherheit), ein vereinigter Stab, wo er für den Aufbau des afghanischen Sicherheitssystem zuständig war. Am 15. Juni 2007 übernahm Buk die Stelle des Kommandeurs der 1. Warschauer automatisierten Division (1 Warszawska Dywizja Zmechanizowana). Knapp vier Wochen später wurde er am 10. Juli 2007 zum Divisionsgeneral befördert und wurde zwei Wochen später am 25. Juli 2007 Kommandeur in der multinationalen Division Multinational Division Central-South im Irak. Am 15. September 2009 wurde Buk vom Staatspräsidenten Lech Kaczyński auf die Stelle des Befehlshabers der Polnischen Landstreitkräfte berufen.
Am 10. April 2010 gehörte Tadeusz Buk zu einer polnischen Delegation um Staatspräsident Lech Kaczyński, die anlässlich des siebzigsten Jahrestages des Massakers von Katyn zur Gedenkstätte nach Russland reisen sollte. Bei einem Flugunfall der Delegation nahe dem Militärflugplatz Smolensk-Nord kam er jedoch gemeinsam mit weiteren hochrangigen Repräsentanten Polens ums Leben.
Am 16. April 2010 wurde Buk postum zum Generalleutnant (Generał broni) befördert und einen Tag später am 17. April 2010 auf dem Gemeindefriedhof in Spała im Powiat Tomaszowski in der Woiwodschaft Łódź bestattet.

### Auszeichnungen
- Ritterkreuz des Ordens Polonia Restituta (Krzyż Kawalerski Orderu Odrodzenia Polski)[6]
- Orden des Militärkreuzes als Komtur (Krzyż Komandorski Orderu Krzyża Wojskowego)[7]
- Silbernes Verdienstkreuz (Srebrny Krzyż Zasługi)[8]
- Bronzenes Verdienstkreuz (Brązowy Krzyż Zasługi)[9]
- Silberne Medaille „Streitkräfte im Dienst des Vaterlandes“ (Srebrny Medal „Siły Zbrojne w Służbie Ojczyzny“)
- Silberne Medaille „Für die Verdienste für die Verteideigungsbereitschaft des Landes“ (Srebrny Medal „Za zasługi dla obronności kraju“)
- Gedenkmedaille der multinationalen Division Zentrum-Süd (Medal Pamiątkowy Wielonarodowej Dywizji Centrum-Południe)
- National Defense Service Medal (USA)

- Postum wurde Buk am 16. April 2010 das Komturkreuz des Ordens Polonia Restituta (Krzyż Komandorski Orderu Odrodzenia Polski) verliehen.[10]